# アメリカ合衆国武官組織
アメリカ合衆国武官組織（アメリカがっしゅうこくぶかんそしき、英: Uniformed services of the United States）は、アメリカ合衆国が有する8つの武官組織 (Uniformed services) で、合衆国法典第10編により以下の6軍 (armed forces) と2部隊が定義されている。
1. 陸軍（国防総省・陸軍省[3][1]）
2. 海軍（国防総省・海軍省[3][1]）
3. 海兵隊（国防総省・海軍省[3][1]）
4. 空軍（国防総省・空軍省[3][1]）
5. 宇宙軍（国防総省・空軍省[3][1]）
6. 沿岸警備隊（国土安全保障省[3][1]）
7. 海洋大気庁士官部隊（商務省海洋大気局[4]）
8. 公衆衛生局士官部隊（保健福祉省公衆衛生局[5]）

海洋大気庁士官部隊と公衆衛生局士官部隊は、以下の定めがある。
- 階級・制服・階級章は、「Admiral（英語版）」など海軍式[2][6][7]とする。
- 給与、ジュネーブ諸条約に基づく捕虜としての待遇、ともに軍同等[8][9]とする。
- アメリカ軍の指揮下で活動したときのみ、軍法の対象となる[10]。
- 現在は士官のみで構成され、下士官や兵員の所属はない[2]。